# Lijst van amfibieën in Guatemala

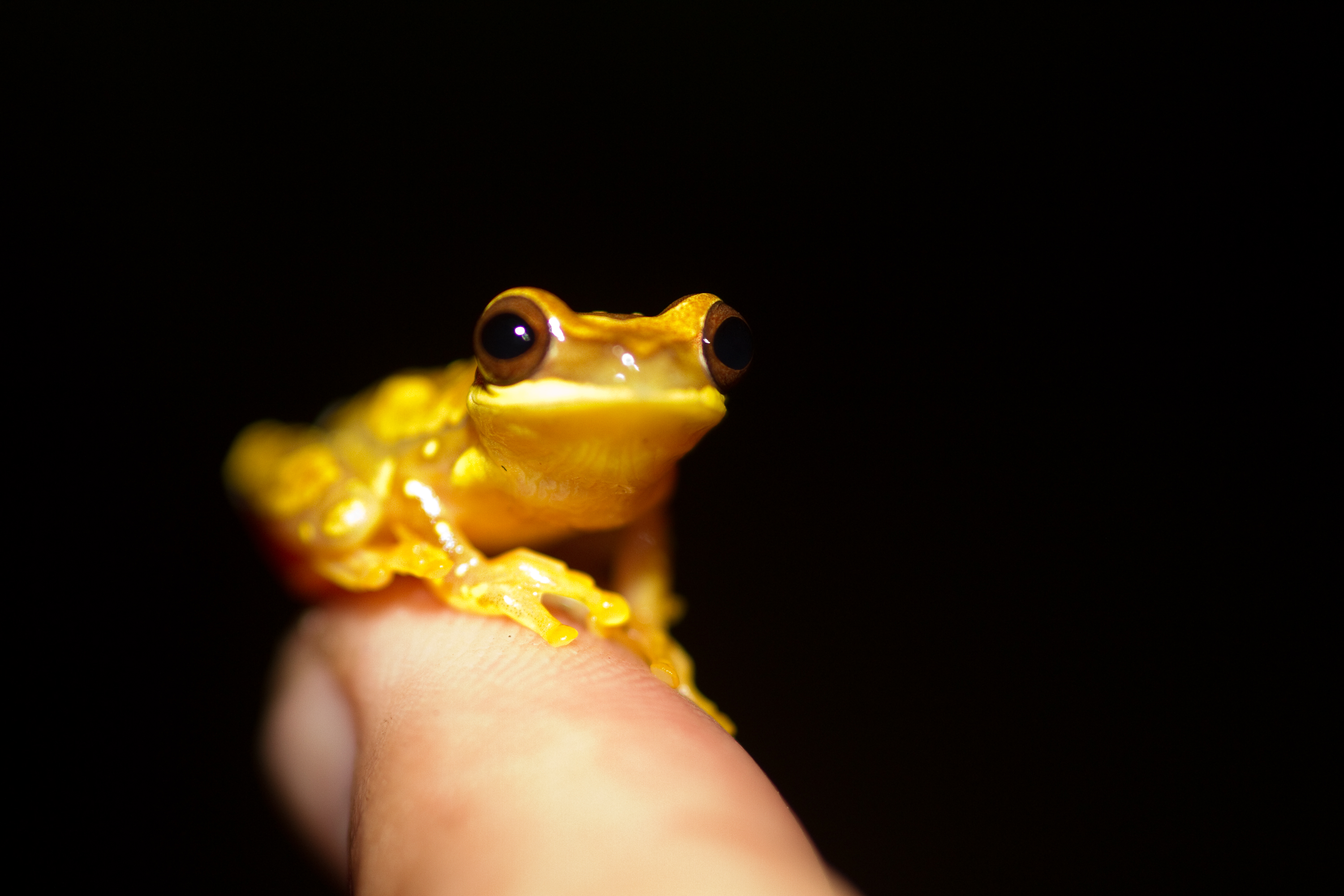
Dendropsophus ebraccatus

Onderstaande lijst van amfibieën in Guatemala bestaat uit een totaal van 169 in Guatemala voorkomende  soorten die zijn onderverdeeld in drie ordes: de  wormsalamanders (Gymnophiona), salamanders  (Caudata) en kikkers (Anura). 82 van de in Guatemala voorkomende amfibiesoorten zijn opgenomen in de lijst van bedreigde diersoorten van de IUCN, waaronder 33 ernstig bedreigde soorten (CR), 27 bedreigde soorten (EN) en 22 kwetsbare soorten (VU). Daarnaast wordt de status van nog eens 22 soorten als bijna bedreigd of gevoelig (NT) beschouwd.
Deze lijst van amfibieën is ontleend aan de databank van Amphibian Species of the World, aangevuld met enkele soorten die recent zijn ontdekt door de wetenschap of wiens aanwezigheid in Guatemala recent is vastgesteld.

## Wormsalamanders (Gymnophiona)

### Dermophiidae
Orde: Gymnophiona. 
Familie: Dermophiidae

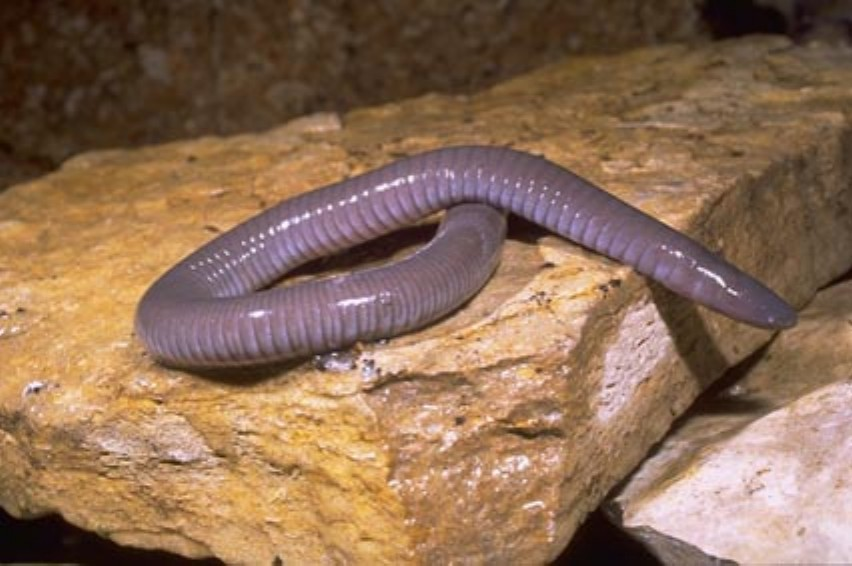
Dermophis mexicanus

- Dermophis mexicanus (Duméril & Bibron, 1841)
- Gymnopis multiplicata Peters, 1874
- Gymnopis syntrema (Cope, 1866)

## Salamanders  (Caudata)

### Plethodontidae
Orde: Caudata. 
Familie: Plethodontidae

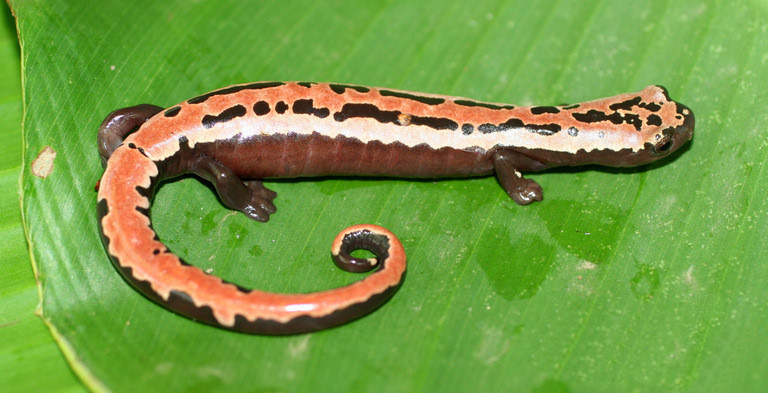
Bolitoglossa mexicana

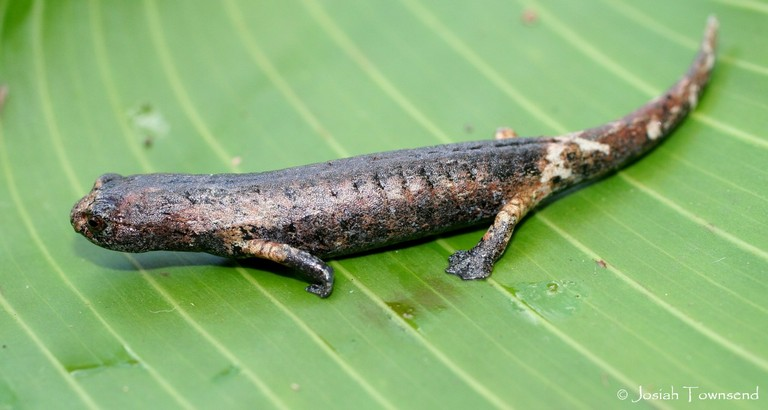
Bolitoglossa dofleini

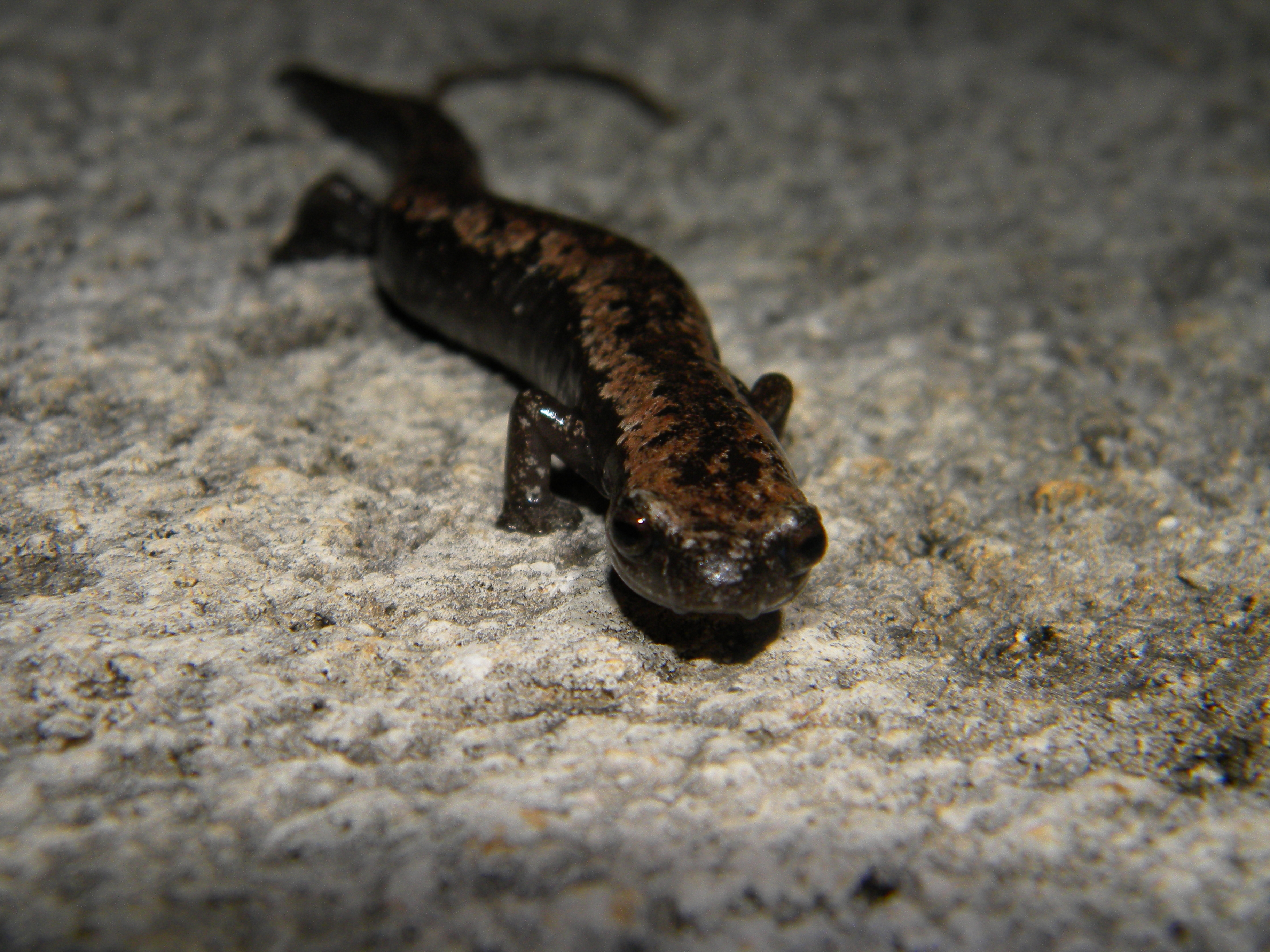
Bolitoglossa yucatana

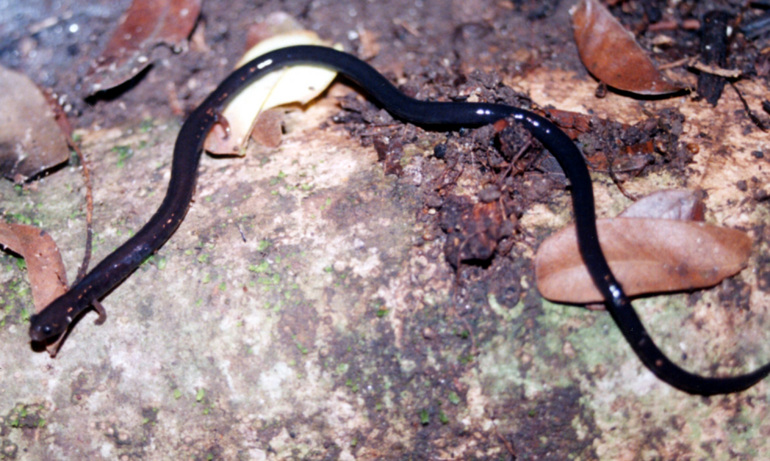
Oedipina taylori

- Bolitoglossa centenorum Campbell, Smith, Streicher, Acevedo, and Brodie, 2010)
- Bolitoglossa conanti McCranie and Wilson, 1993)
- Bolitoglossa cuchumatana (Stuart, 1943) [E]
- Bolitoglossa daryorum Campbell, Smith, Streicher, Acevedo, and Brodie, 2010)
- Bolitoglossa diaphora McCranie and Wilson, 1995
- Bolitoglossa dofleini (Werner, 1903)
- Bolitoglossa dunni (Schmidt, 1933) [EN]
- Bolitoglossa engelhardti (Schmidt, 1936) [EN]
- Bolitoglossa eremia Campbell, Smith, Streicher, Acevedo, and Brodie, 2010)
- Bolitoglossa flavimembris (Schmidt, 1936) [EN]
- Bolitoglossa flaviventris (Schmidt, 1936)
- Bolitoglossa franklini (Schmidt, 1936) [EN]
- Bolitoglossa hartwegi Wake & Brame, 1969
- Bolitoglossa heiroreias Greenbaum, 2004
- Bolitoglossa helmrichi (Schmidt, 1936) [E]
- Bolitoglossa huehuetenanguensis Campbell, Smith, Streicher, Acevedo, and Brodie, 2010)
- Bolitoglossa jacksoni Elias, 1984 [E]
- Bolitoglossa kaqchikelorum Campbell, Smith, Streicher, Acevedo, and Brodie, 2010)
- Bolitoglossa la Campbell, Smith, Streicher, Acevedo, and Brodie, 2010)
- Bolitoglossa lincolni (Stuart, 1943)
- Bolitoglossa meliana Wake & Lynch, 1982 [E, EN]
- Bolitoglossa mexicana Duméril, Bibron, & Duméril, 1854
- Bolitoglossa morio (Cope, 1869) [E]
- Bolitoglossa mulleri (Brocchi, 1883) [VU]
- Bolitoglossa ninadormida Campbell, Smith, Streicher, Acevedo, and Brodie, 2010)
- Bolitoglossa nussbaumi Campbell, Smith, Streicher, Acevedo, and Brodie, 2010)
- Bolitoglossa nympha Campbell, Smith, Streicher, Acevedo, and Brodie, 2010)
- Bolitoglossa occidentalis Taylor, 1941
- Bolitoglossa odonnelli (Stuart, 1943) [EN]
- Bolitoglossa omniumsanctorum (Stuart, 1952)
- Bolitoglossa pacaya Campbell, Smith, Streicher, Acevedo, and Brodie, 2010)
- Bolitoglossa psephena Campbell, Smith, Streicher, Acevedo, and Brodie, 2010)
- Bolitoglossa rostrata (Brocchi, 1883) [VU]
- Bolitoglossa rufescens (Cope, 1869)
- Bolitoglossa salvinii (Gray, 1868) [EN]
- Bolitoglossa stuarti Wake & Brame, 1969 [EN]
- Bolitoglossa suchitanensis Campbell, Smith, Streicher, Acevedo, and Brodie, 2010)
- Bolitoglossa tenebrosa Vazquez-Almazán and Rovito, 2014
- Bolitoglossa tzultacaj Campbell, Smith, Streicher, Acevedo, and Brodie, 2010)
- Bolitoglossa xibalba Campbell, Smith, Streicher, Acevedo, and Brodie, 2010)
- Bolitoglossa yucatana (Peters, 1882)
- Bolitoglossa zacapensis Rovito, Vásquez-Almazán, and Papenfuss, 2010
- Bradytriton silus Wake & Elias, 1983 [E, CR]
- Cryptotriton monzoni (Campbell & Smith, 1998) [E, CR]
- Cryptotriton nasalis (Dunn, 1924)
- Cryptotriton sierraminensis Vásquez-Almazán, Rovito, Good, and Wake, 2009
- Cryptotriton veraepacis (Lynch & Wake, 1978) [E, EN]
- Cryptotriton xucaneborum[2] Rovito, Vásquez-Almazán, Papenfuss, Parra-Olea & Wake, 2015
- Dendrotriton bromeliacius (Schmidt, 1936) [EN]
- Dendrotriton chujorum Campbell, Smith, Streicher, Acevedo, and Brodie, 2010) [E, CR]
- Dendrotriton cuchumatanus (Lynch & Wake, 1975) [E, CR]
- Dendrotriton kekchiorum Campbell, Smith, Streicher, Acevedo, and Brodie, 2010) [E, EN]
- Dendrotriton rabbi (Lynch & Wake, 1975) [EN]
- Nototriton brodiei Campbell & Smith, 1998
- Nototriton stuarti Wake & Campbell, 2000 [E]
- Nyctanolis pernix Elias & Wake, 1983 [EN]
- Oedipina chortiorum Brodie, Acevedo, and Campbell, 2012
- Oedipina elongata (Schmidt, 1936)
- Oedipina ignea Stuart, 1952
- Oedipina motaguae Brodie, Acevedo, and Campbell, 2012
- Oedipina stenopodia Brodie & Campbell, 1993 [E, EN]
- Oedipina taylori Stuart, 1952
- Oedipina tzutujilorum Brodie, Acevedo, and Campbell, 2012
- Pseudoeurycea brunnata Bumzahem & Smith, 1955 [CR]
- Pseudoeurycea exspectata Stuart, 1954 [E, CR]
- Pseudoeurycea goebeli (Schmidt, 1936) [EN]
- Pseudoeurycea rex (Dunn, 1921)

## Kikkers (Anura)

### Rhinophrynidae
Orde: Anura. 
Familie: Rhinophrynidae

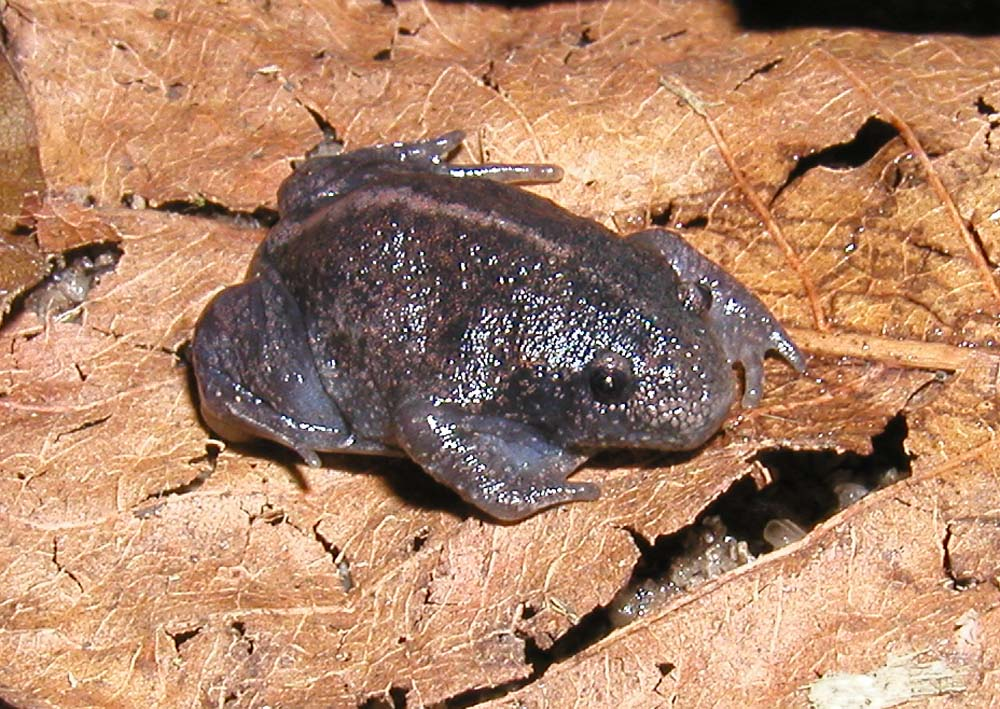
Rhinophrynus dorsalis

- Rhinophrynus dorsalis Duméril & Bibron, 1841

### Craugastoridae
Orde: Anura. 
Familie: Craugastoridae

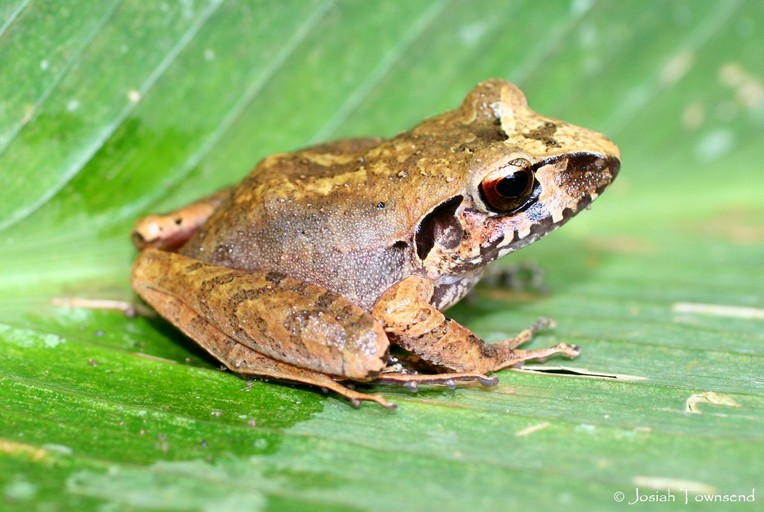
Craugastor laticeps

- Craugastor adamastus Campbell 1994 [E]
- Craugastor alfredi (Boulenger, 1898) [VU]
- Craugastor amniscola Campbell & Savage, 2000 [DD]
- Craugastor aphanus Campbell 1994 [E, VU]
- Craugastor bocourti (Brocchi, 1877) [E, VU]
- Craugastor brocchi (Boulenger, 1882) [VU]
- Craugastor campbelli (Smith, 2005)  [E, DD]
- Craugastor chac Savage, 1987 [NT]
- Craugastor charadra Campbell & Savage, 2000 [EN]
- Craugastor daryi Ford & Savage, 1884 [E, EN]
- Craugastor greggi Bumzahem, 1955 [CR]
- Craugastor inachus Campbell & Savage, 2000 [E, EN]
- Craugastor laticeps (A. Duméril, 1853) [NT]
- Craugastor lineatus (Brocchi, 1879) [CR]
- Craugastor loki (Shannon & Werler, 1955) [LC]
- Craugastor matudai Taylor [VU]
- Craugastor myllomyllon (Savage, 2000) [E, DD]
- Craugastor nefrens (Smith, 2005) [E, DD]
- Craugastor palenque Campbell & Savage, 2000 [DD]
- Craugastor psephosypharus Campbell, Savage, & Meyer, 1994 [VU]
- Craugastor pygmaeus Taylor, 1936 [VU]
- Craugastor rivulus Campbell & Savage, 2000 [E, VU]
- Craugastor rostralis (Werner, 1896) [NT]
- Craugastor rupinius Campbell & Savage, 2000 [LC]
- Craugastor sabrinus Campbell & Savage, 2000 [EN]
- Craugastor sandersoni Schmidt, 1941 [EN]
- Craugastor stuarti Lynch, 1967 [EN]
- Craugastor trachydermus Campbell 1994 [E, CR]
- Craugastor xucanebi Stuart, 1941 [E, VU]

### Leptodactylidae
Orde: Anura. 
Familie: Leptodactylidae

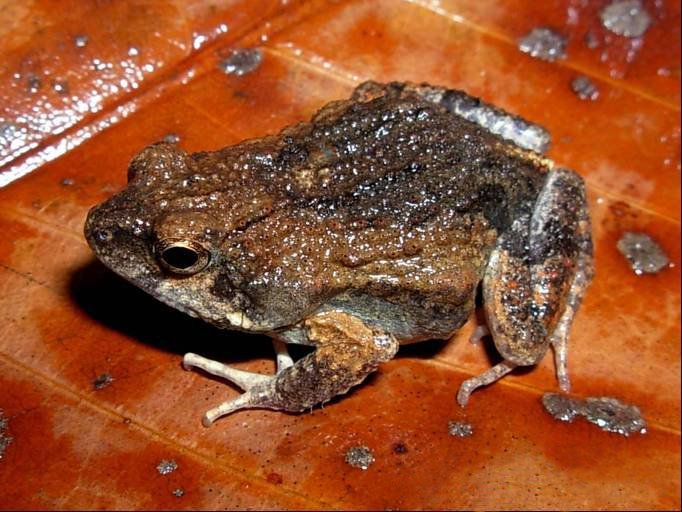
Engystomops pustulosus

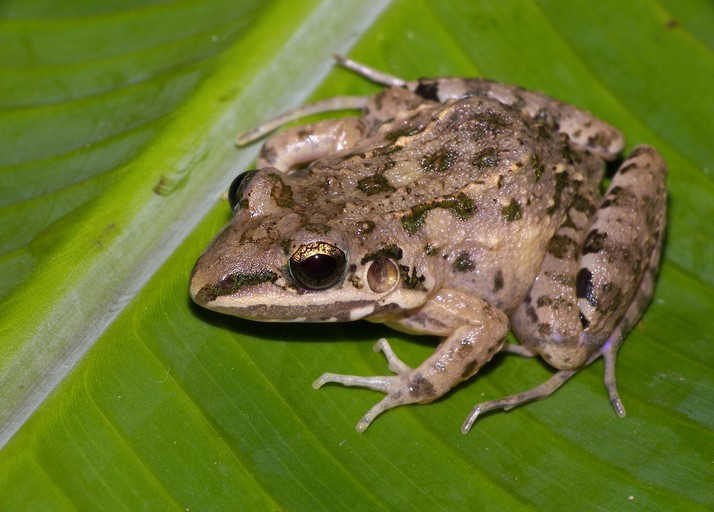
Leptodactylus fragilis

- Engystomops pustulosus (Cope, 1864)  [LC]
- Leptodactylus fragilis (Brocchi, 1878) [LC]
- Leptodactylus melanonotus (Hallowell, 1860) [LC]

### Eleutherodactylidae
Orde: Anura. 
Familie: Eleutherodactylidae
- Eleutherodactylus leprus Cope, 1879 [VU]
- Eleutherodactylus pipilans Taylor, 1940 [LC]
- Eleutherodactylus rubrimaculatus Taylor & Smith, 1945 [VU]

### Bufonidae
Orde: Anura. 
Familie: Bufonidae

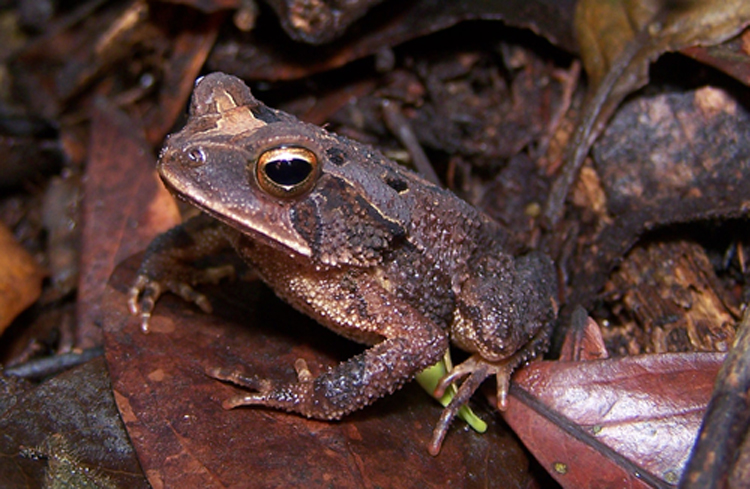
Incilius canaliferus

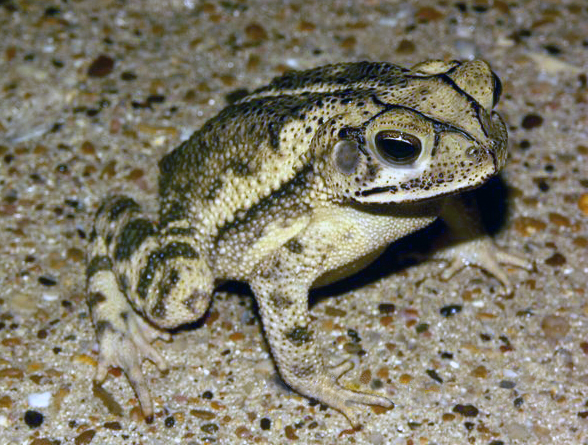
Incilius valliceps

- Incilius aurarius Mendelson, Mulcahy, Snell, Acevedo, and Campbell, 2012
- Incilius bocourti Brocchi, 1877 [LC]
- Incilius campbelli Mendelson, 1994 [NT]
- Incilius canaliferus Cope, 1877 [LC]
- Incilius coccifer Cope, 1866 [LC]
- Incilius ibarrai Stuart, 1954 [EN]
- Incilius luetkenii Boulenger, 1891 [LC]
- Incilius macrocristatus Firschein & Smith, 1957 [VU]
- Incilius tacanensis P. Smith, 1952 [EN]
- Incilius tutelarius Mendelson, 1997 [EN]
- Incilius valliceps Wiegmann, 1833 [LC]
- Rhinella marina (Linnaeus, 1758) [LC]

### Hylidae
Orde: Anura. 
Familie: Hylidae

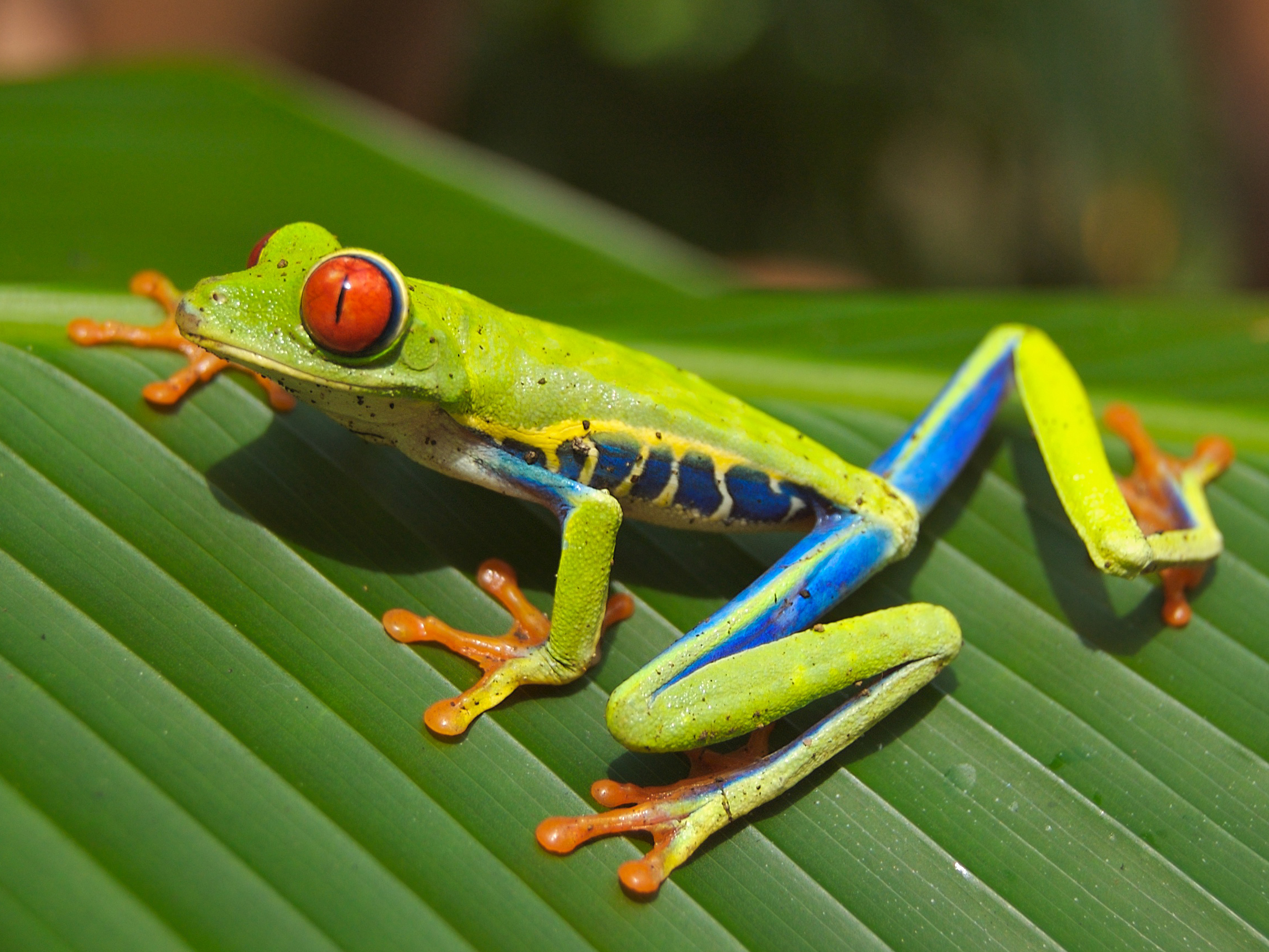
Agalychnis callidryas

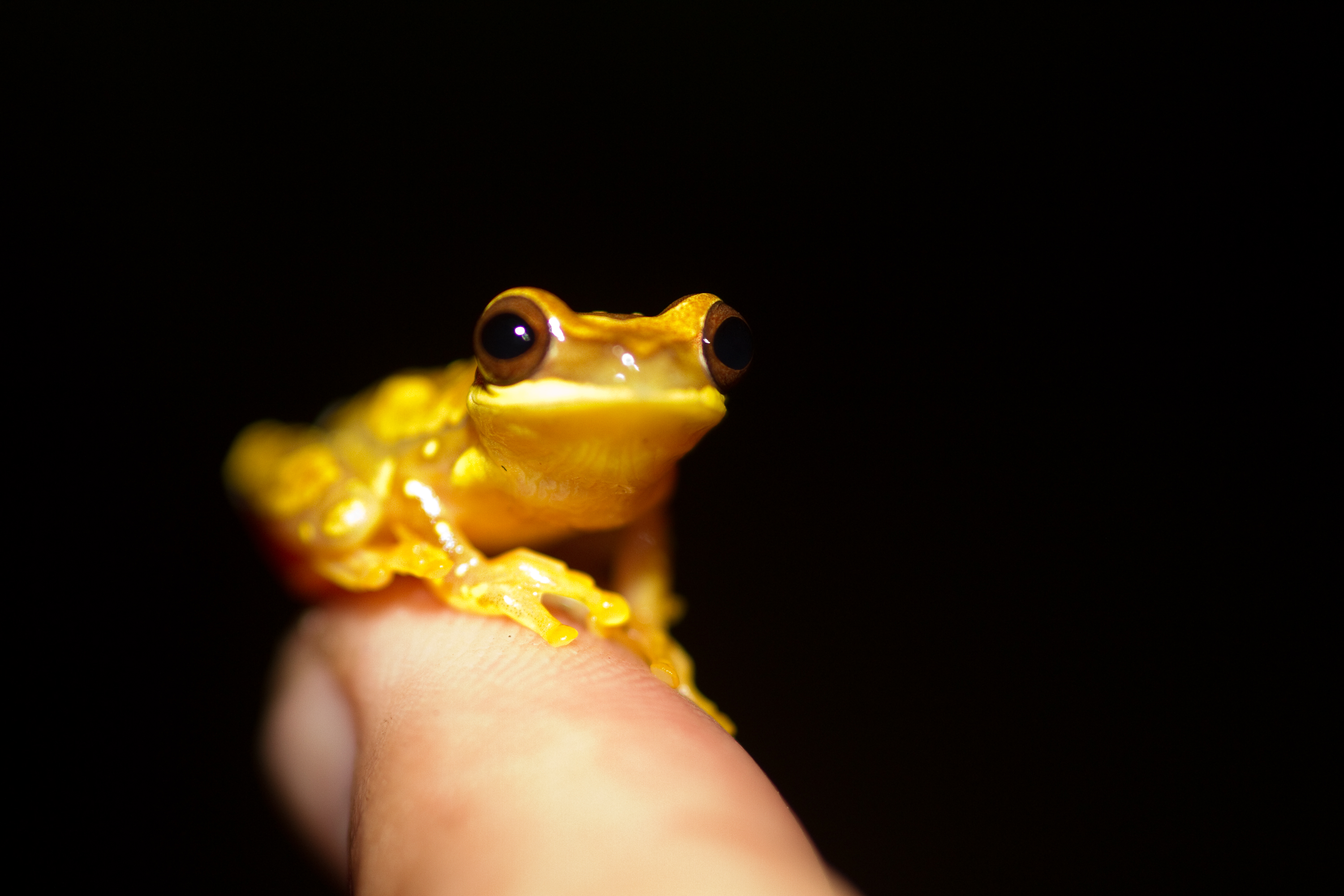
Dendropsophus ebraccatus

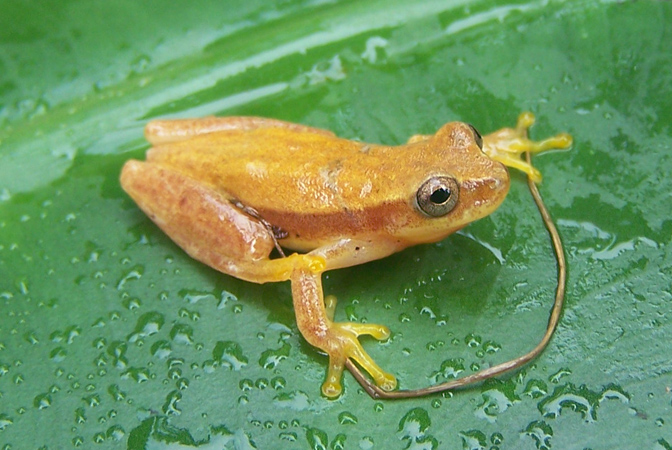
Dendropsophus robertmertensi

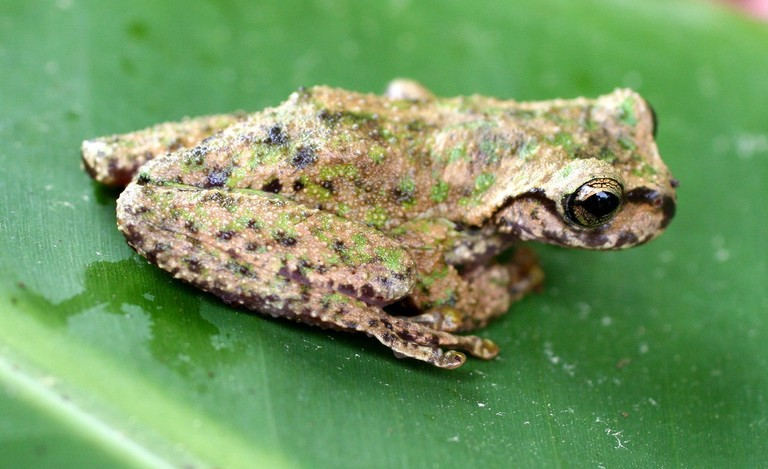
Plectrohyla guatemalensis

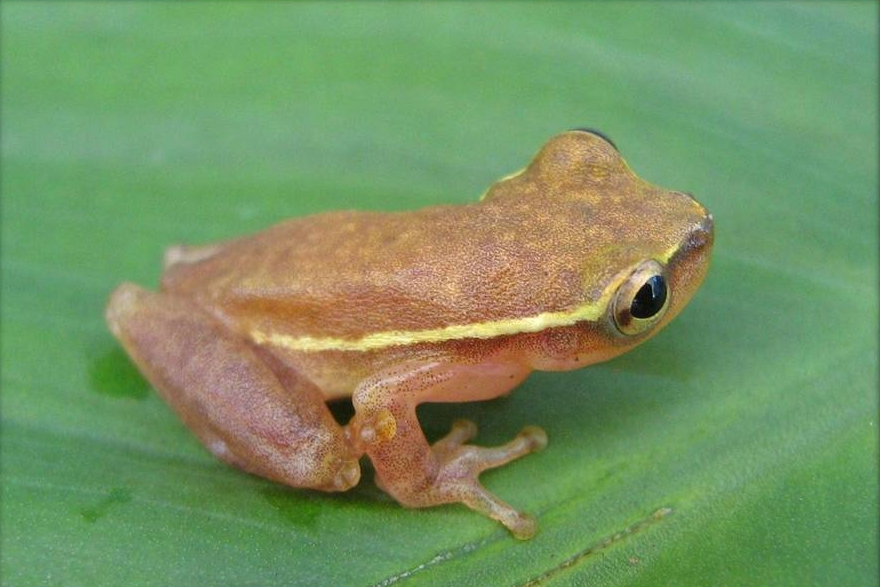
Tlalocohyla picta

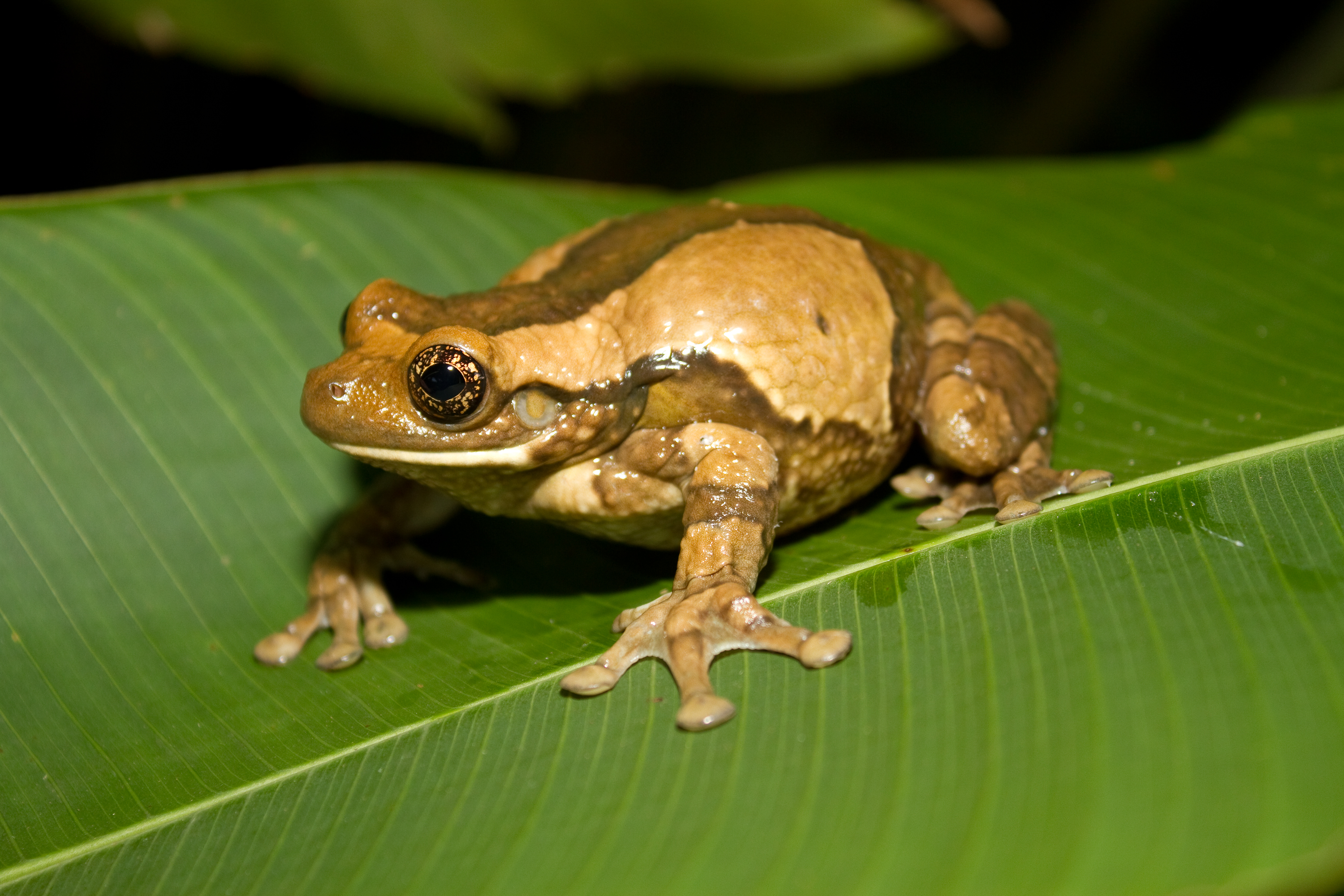
Trachycephalus typhonius

- Agalychnis callidryas (Cope, 1862) [LC]
- Agalychnis moreletii (Duméril, 1853) [CR]
- Bromeliohyla bromeliacia Schmidt, 1933 [EN]
- Dendropsophus ebraccatus Cope, 1874 [LC]
- Dendropsophus microcephalus Cope, 1886 [LC]
- Dendropsophus robertmertensi Taylor, 1937 [LC]
- Duellmanohyla schmidtorum (Stuart, 1954) [VU]
- Duellmanohyla soralia (Wilson & MCCranie, 1985) [CR]
- Ecnomiohyla minera Wilson, McCranie, & Williams, 1985 [E, EN]
- Ecnomiohyla salvaje Wilson, McCranie, & Williams, 1985 [CR]
- Exerodonta perkinsi Campbell & Brodie, 1992 [E, CR]
- Hyla bocourti Mocquard, 1899 [E, CR]
- Hyla walkeri Stuart, 1954 [VU]
- Plectrohyla acanthodes Duellman & Campbell, 1992 [CR]
- Plectrohyla avia Stuart, 1953 [CR]
- Plectrohyla glandulosa (Boulenger, 1883) [EN]
- Plectrohyla guatemalensis Brocchi, 1877 [CR]
- Plectrohyla hartwegi Duellman, 1968 [CR]
- Plectrohyla ixil Stuart, 1942 [CR]
- Plectrohyla matudai Hartweg, 1941 [VU]
- Plectrohyla pokomchi Duellman & Campbell, 1984 [E, CR]
- Plectrohyla quecchi Stuart, 1942 [E, CR]
- Plectrohyla sagorum Hartweg, 1941 [EN]
- Plectrohyla tecunumani Duellman & Campbell, 1984 [E, CR]
- Plectrohyla teuchestes Duellman & Campbell, 1992 [E, CR]
- Ptychohyla dendrophasma Campbell, Smith, & Acevedo, 2000 [CR]
- Ptychohyla euthysanota (Kellogg, 1928) [NT]
- Ptychohyla macrotympanum (Tanner, 1957) [E, CR]
- Ptychohyla panchoi Duellman & Campbell, 1982 [E, EN]
- Ptychohyla hypomykter McCranie & Wilson, 1993 [LC]
- Ptychohyla salvadorensis [EN]
- Ptychohyla sanctaecrucis Campbell & Smith, 1992 [E, CR]
- Scinax staufferi (Cope, 1865) [LC]
- Smilisca baudinii (Duméril & Bibron, 1841) [LC]
- Smilisca cyanosticta (Smith, 1953) [NT]
- Tlalocohyla loquax Gaige & Stuart, 1934 [LC]
- Tlalocohyla picta (Günther, 1901) [LC]
- Trachycephalus typhonius Laurenti, 1768 [LC]
- Triprion petasatus (Cope, 1865) [LC]

### Centrolenidae
Orde: Anura. 
Familie: Centrolenidae

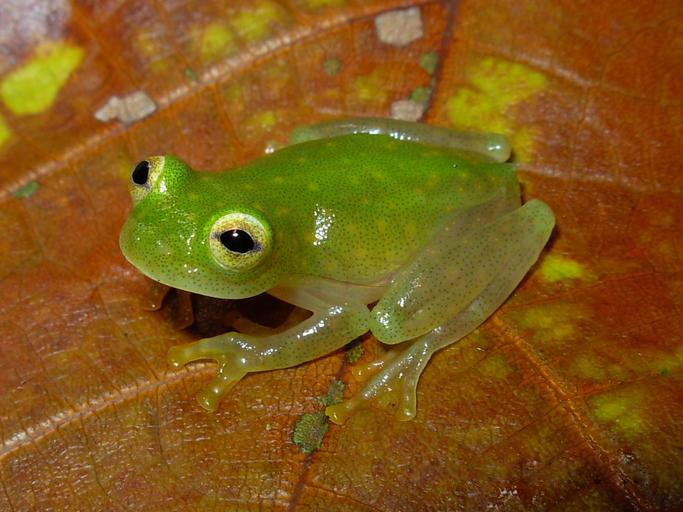
Hyalinobatrachium fleischmanni

- Hyalinobatrachium fleischmanni (Boettger, 1893) [LC]

### Microhylidae
Orde: Anura. 
Familie: Microhylidae

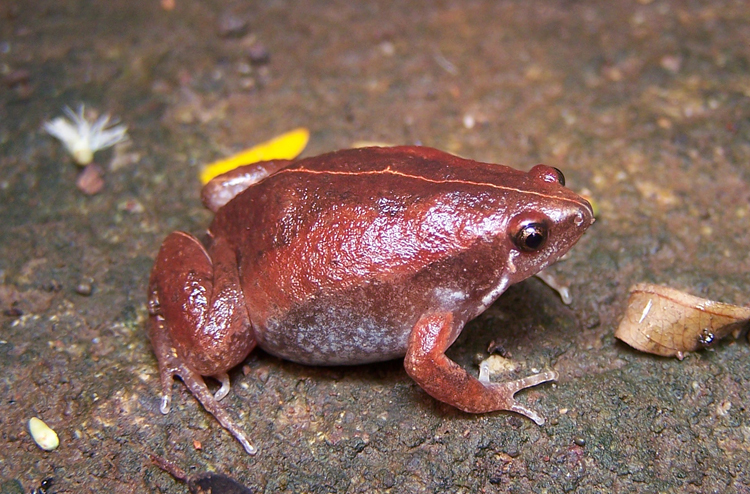
Hypopachus ustus

- Gastrophryne elegans (Boulenger, 1882) [LC]
- Hypopachus ustus (Cope, 1866) [LC]
- Hypopachus barberi Schmidt, 1939 [VU]
- Hypopachus variolosus (cope, 1866) [LC]

### Ranidae
Orde: Anura. 
Familie: Ranidae

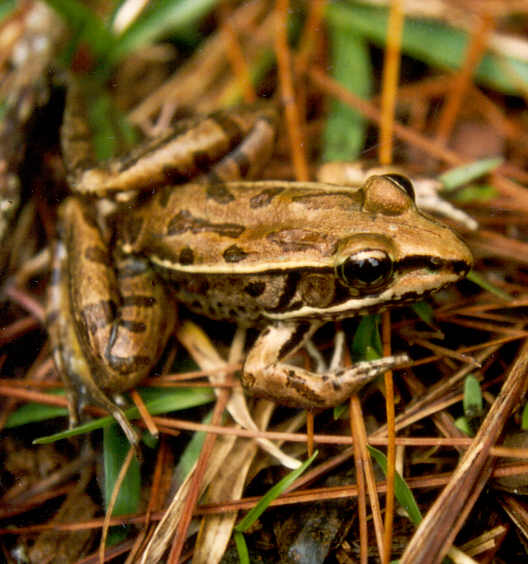
Lithobates berlandieri

- Lithobates berlandieri Baird, 1854 [LC]
- Lithobates brownorum (Sanders, 1973) [LC]
- Lithobates forreri Boulenger, 1883 [LC]
- Lithobates macroglossa Brocchi, 1877 [E, VU]
- Lithobates maculatus Brocchi, 1877 [LC]
- Lithobates vaillanti Brocchi, 1877 [LC]